# Lebo-Luli
Lebo-Luli (Lebo Luli, Lebululi, Libululi) ist eine osttimoresische Aldeia im Suco Manetú (Verwaltungsamt Maubisse, Gemeinde Ainaro). 2015 lebten in der Aldeia 404 Menschen.

## Geographie und Einrichtungen
Lebo-Luli liegt im Nordwesten des Sucos Manetú. Nördlich und östlich befindet sich die Aldeia Hahi-Tali und südlich die Aldeia Mau-Lai. Im Westen grenzt Lebo-Luli an den Suco Edi.
Der Ort Lebo-Luli liegt im Norden der Aldeia. Im Osten befindet sich die Grundschule.